# 市原敬子
市原 敬子（いちはら けいこ、1981年3月2日 - ）は、日本の漫画家。東京都出身。女性。

## 経歴
2000年にイラストレーターとして広告イラストの掲載を期に、『声優グランプリ』で「市原敬子のコミックレポート」を連載しデビュー。その後コミックドラマシリーズとして『獏狩り』を発表、『獏狩り』はコミック、ドラマCD、WEBラジオ、キャラクターソング、TV、電子書籍など幅広く展開している。

## 作品リスト
- 市原敬子のコミックレポート（2000年、声優グランプリ連載）
- ロコモコ（2006年、コミックパンチ増刊号連載）
- 獏狩り（2006年、ドラマＣＤは4巻まで発売中。2010年、大幅加筆とリミックスの完全版コミックス全1巻（マッグガーデンコミックス））
- 泉石と雪の殿様ー鷹見泉石ガイドブックー（鷹見本雄監修、岩波ブックセンター、2014年、ISBN 978-4-904241-46-2）[1][2]

## その他の活動
- おっきー・しんでぃの獏狩りないと!